# The 2 Bears
The 2 Bears — британский музыкальный дуэт из Лондона, образованный в 2009 году вокалистом группы Hot Chip Джо Годдардом и Рафом Ранделлом. Они записывали треки в различных стилях, включая ту-степ, хаус, хип-хоп и соул, а также вели программу под названием Follow the Bears на радио Ministry of Sound.

## История
Раф Ранделл и Джо Годдард познакомились на одной из лондонских вечеринок, где проводили совместные диджей-сеты. Стивен Басс, глава лейбла Moshi Moshi и приятель музыкантов, предложил Годдарду организовать трио вместе с Ранделлом и Джо Маунтом из группы Metronomy и назваться The 3 Bears («Три медведя»). В конечном итоге в состав группы вошли только двое. Поработав в студии, Раф и Джо записали треки «Mercy Time» и «Be Strong», которые вошли в их первый мини-альбом Follow The Bear, выпущенный на Southern Fried Records в начале 2010 года. За ним последовали ещё два мини-альбома: Curious Nature во второй половине 2010 года и Bearhug в начале 2011-го. Все эти издания сопровождались ремиксовыми вариантами.
Дебютный альбом дуэта Be Strong поступил в продажу 29 января 2012 года. Он получил в целом одобрительный отклик в прессе и дебютировал на 35-м месте в британском хит-параде. В его поддержку были выпущены синглы «Bear Hug» и «Work».

## Дискография

### Студийные альбомы
- Be Strong (2012)
- The Night Is Young (2014)

### Мини-альбомы
- Follow The Bear (2010)
- Curious Nature (2010)
- Bearhug (2011)

### Синглы
- «Bear Hug» (2011)
- «Work» (2011)